# マーチング・アウト
『マーチング・アウト』（Marching Out）は、イングヴェイ・マルムスティーンがイングヴェイ・マルムスティーンズ・ライジング・フォース名義で1985年に発表したスタジオ・アルバム。マルムスティーンのソロ・プロジェクトとしては2作目のアルバムに当たる。

## 背景
前作『ライジング・フォース』（1984年）にも参加したジェフ・スコット・ソートとイェンス・ヨハンソンに加えて、イェンスの兄アンダース・ヨハンソン、それに無名時代のマルムスティーンと共に活動していたマルセル・ヤコブを迎えて制作された。『ライジング・フォース』よりもボーカル入りの楽曲の比重が増しており、マルムスティーンによれば前作がインストゥルメンタル中心となったのはレコード会社の意向で、自身は本作を実質的なファースト・アルバムとみなしている。
ヨーロッパ盤LPのジャケットはマルムスティーンの顔のアップが使用されているが、日本初回盤LPにはレオタードを着てギターを持つ女性の写真が使用され、アメリカ初回盤LPにはマルムスティーンの全身が写った写真が使用された。
再発CDのジャケットはヨーロッパ盤に準じていることが多いが、2007年に発売された日本盤紙ジャケットCD(UICY-93353)はアメリカ初回盤LPと同じジャケットが使用された。2015年にはAndy Peaceによるリマスター音源が収録された「Now Your Ships Are Burned: The polydor years 1984-1990」が発売され、2016年には同氏のリマスター音源を使用した国内盤「マーチング・アウト+2」が発売された。

## 反響
日本盤LP(28MM-0420)は1985年8月1日に発売され、5週オリコンLPチャート入りして最高18位を記録した。マルムスティーンの母国スウェーデンでは、9月6日付のアルバム・チャートで初登場27位となり、次回（2週間後）には9位に達して、自身初のトップ10入りを果たした。
スティーヴ・ヒューイはオールミュージックにおいて5点満点中3.5点を付け、「『ライジング・フォース』よりも少し生々しくアグレッシヴだが、最も大きな違いは、多くの曲に歌詞が付けられたことである」と評している。

## 収録曲
| 全作曲: イングヴェイ・マルムスティーン。 |                                                                       |                                                          |                                |      |
| #                                        | タイトル                                                              | 作詞                                                     | 作曲・編曲                     | 時間 |
| 1.                                       | 「プレリュード」(Prelude)                                             | (Instrumental)                                           | イングヴェイ・マルムスティーン | 1:00 |
| 2.                                       | 「アイル・シー・ザ・ライト・トゥナイト」(I'll See The Light, Tonight) | イングヴェイ・マルムスティーン、ジェフ・スコット・ソート | イングヴェイ・マルムスティーン | 4:28 |
| 3.                                       | 「ドント・レット・イット・エンド」(Don't Let It End)                  | イングヴェイ・マルムスティーン、ジェフ・スコット・ソート | イングヴェイ・マルムスティーン | 4:09 |
| 4.                                       | 「ディサイプルズ・オブ・ヘル」(Disciples Of Hell)                     | イングヴェイ・マルムスティーン                           | イングヴェイ・マルムスティーン | 5:53 |
| 5.                                       | 「アイ・アム・ア・ヴァイキング」(I Am A Viking)                       | イングヴェイ・マルムスティーン                           | イングヴェイ・マルムスティーン | 6:00 |
| 6.                                       | 「序曲1383」(Overture 1383)                                           | (Instrumental)                                           | イングヴェイ・マルムスティーン | 2:58 |
| 7.                                       | 「アングィッシュ・アンド・フィア」(Anguish And Fear)                  | イングヴェイ・マルムスティーン                           | イングヴェイ・マルムスティーン | 3:50 |
| 8.                                       | 「オン・ザ・ラン・アゲイン」(On The Run Again)                        | ジェフ・スコット・ソート                                 | イングヴェイ・マルムスティーン | 3:25 |
| 9.                                       | 「ソルジャー・ウィズアウト・フェイス」(Soldier Without Faith)         | イングヴェイ・マルムスティーン                           | イングヴェイ・マルムスティーン | 6:12 |
| 10.                                      | 「コート・イン・ザ・ミドル」(Caught In The Middle)                    | イングヴェイ・マルムスティーン、ジェフ・スコット・ソート | イングヴェイ・マルムスティーン | 4:20 |
| 11.                                      | 「マーチング・アウト」(Marching Out)                                  | (Instrumental)                                           | イングヴェイ・マルムスティーン | 3:08 |
| 合計時間:                                | 合計時間:                                                             | 合計時間:                                                | 45:23                          |      |

| #   | タイトル                                                          | 作詞                           | 作曲・編曲                     | 時間 |
| --- | ----------------------------------------------------------------- | ------------------------------ | ------------------------------ | ---- |
| 12. | 「ファー・ビヨンド・ザ・サン(ライヴ)」(Far Beyond The Sun(Live）) | (Instrumental)                 | (Instrumental)                 | 5:55 |
| 13. | 「アイ・アム・ア・ヴァイキング(ライヴ)」(I Am A Viking(Live))     | イングヴェイ・マルムスティーン | イングヴェイ・マルムスティーン | 5:54 |

## 参加ミュージシャン
- イングヴェイ・マルムスティーン - ギター、バッキング・ボーカル、タウラス・ペダル・シンセサイザー
- ジェフ・スコット・ソート - ボーカル
- イェンス・ヨハンソン - キーボード
- マルセル・ヤコブ - ベース
- アンダース・ヨハンソン - ドラムス